# Ciprián
A Ciprián latin eredetű férfinév, jelentése: ciprusi.  Női változata: Cipriána.

## Gyakorisága
Az 1990-es években szórványos név, a 2000-es években nem szerepel a 100 leggyakoribb férfinév között.

## Névnapok
- szeptember 16.[2]
- szeptember 26.[2]

## Híres Cipriánok
Szent Cyprianus